# 卡图莫
卡图莫，正式名称为索马里SSC-卡图莫州，是索马里北部的一个自治地方，成立于2012年4月26日，位于北部索马里兰与邦特兰之间，由索勒州、萨纳格州和托格代尔州三州部分地区组成。最初是由索马里过渡国家政府总理阿里·加莱德创立，主张维护索马里团结统一，反对索马里兰独立和国家分裂。曾一度與索馬利蘭和解，但在拉斯阿诺德发生大规模民间骚乱后，卡图莫于2023年2月6日重新成立，卡圖莫临时政府還派兵驅逐了索馬利蘭勢力。

## 歷史
2010年5月，索馬里蘭軍隊進入布霍德莱，引發衝突造成至少100人死亡、190人受傷。次年索馬里蘭軍隊再次進入引發衝突。2012年初得到解決，索馬里蘭軍隊正式撤至該城市周邊50公里半徑範圍內。2016年8月，卡图莫与索马里兰开启和平谈判。2017年10月20日，卡图莫与索马里兰达成协议，以修改索马里兰宪法为条件，将卡图莫并入索马里兰。
2023年2月6日，索马里杜尔巴汉特部族长老宣布他们打算在索马里境内组建一个名为“索马里卡图莫临时行政区”的自治地方政府，3月19日，索马里传统领导人会见了索马里联邦政府议员代表团。
2023年10月19日，索马里联邦政府承认索马里卡图莫政府为临时政府現任政府主席是阿卜迪卡迪尔·艾哈迈德·瓦阿里。卡圖莫政府控制了索勒州大部分地區和萨纳格州、托格代尔州的一小部分。